# 梅冰川
梅冰川（英語：May Glacier）是南極洲的冰川，位於威爾克斯地，處於莫爾斯角和卡爾角之間，長11公里、寬9公里，由美國海軍拍攝空中照片繪入地圖，現時由南極條約體系管理。